# Asphalt (sorozat)
Az Asphalt egy autóversenyzős videójáték sorozat, amelyet a Gameloft fejlesztett és publikált.
Az Asphalt Urban GT, a sorozat első játéka 2004-ben jelent meg Nintendo DS-re és N-Gage-re a mobiltelefonok egyszerűsített j2me verziói mellett. A sorozat legújabb része az Asphalt 9: Legends 2018-ban jelent meg.

## Közös elemek
A sorozat hangsúlyozza a gyors tempójú, arcade stílusú utcai versenyeket, mint a Need for Speed, továbbá egyéb versenyjátékok elemeit, mint a Burnout. A sorozat minden egyes játékában többféle autógyártótól származó modellek vannak, például a Dodge Dart GT, vagy akár a Bugatti Veyron. A rendőrségi üldözések ismétlődő játékelemek, különösen a korai játékokban, de hangsúlyt fektetnek az aerobikus manőverekre is.

## Játékok
A sorozat játékainak listája:
- Asphalt: Urban GT (N-Gage, Nintendo DS, j2me)
- Asphalt: Urban GT 2 (N-Gage, Nintendo DS, PlayStation Portable, Symbian OS, j2me)
- Asphalt 3: Street Rules (N-Gage, Windows Mobile, Symbian OS, j2me)
- Asphalt 4: Elite Racing (iOS, iPod, N-Gage, j2me, DSiWare, BlackBerry OS, Windows Mobile, Symbian OS)
- Asphalt 5 (iOS, webOS, Symbian^3, Windows Phone 7, Android, Bada)
- Asphalt 6: Adrenaline (iOS, OS X, Android, Symbian^3, j2me, webOS, BlackBerry Tablet OS, Bada)
- Asphalt 3D (3DS)
- Asphalt: Injection (PS Vita)
- Asphalt 7: Heat (Android, iOS, BlackBerry 10, Windows Phone 8, Windows 8, Windows 10, BlackBerry Tablet OS)
- Asphalt 8: Airborne (Android, iOS, tvOS, Windows Phone 8, Windows 8, BlackBerry 10, Windows 10, Tizen)
- Asphalt Overdrive (Android, iOS, Windows Phone 8, Windows 8, Windows 10)
- Asphalt Nitro (Android, JavaME, Tizen)
- Asphalt Xtreme (Android, iOS, Windows 8, Windows Phone 8, Windows 10 Mobile, Windows 10)
- Asphalt Street Storm (Android, iOS, Windows 8, Windows 10)
- Asphalt 9: Legends (iOS, Android, Windows 10, Windows 11, Nintendo Switch, Xbox One, Xbox Series X/S)

## Fordítás
Ez a szócikk részben vagy egészben  az   Asphalt (series) című angol Wikipédia-szócikk fordításán alapul.  Az eredeti cikk szerkesztőit annak laptörténete sorolja fel. Ez a jelzés csupán a megfogalmazás eredetét és a szerzői jogokat jelzi, nem szolgál a cikkben szereplő információk forrásmegjelöléseként.